# Reservistes de Pennsilvània

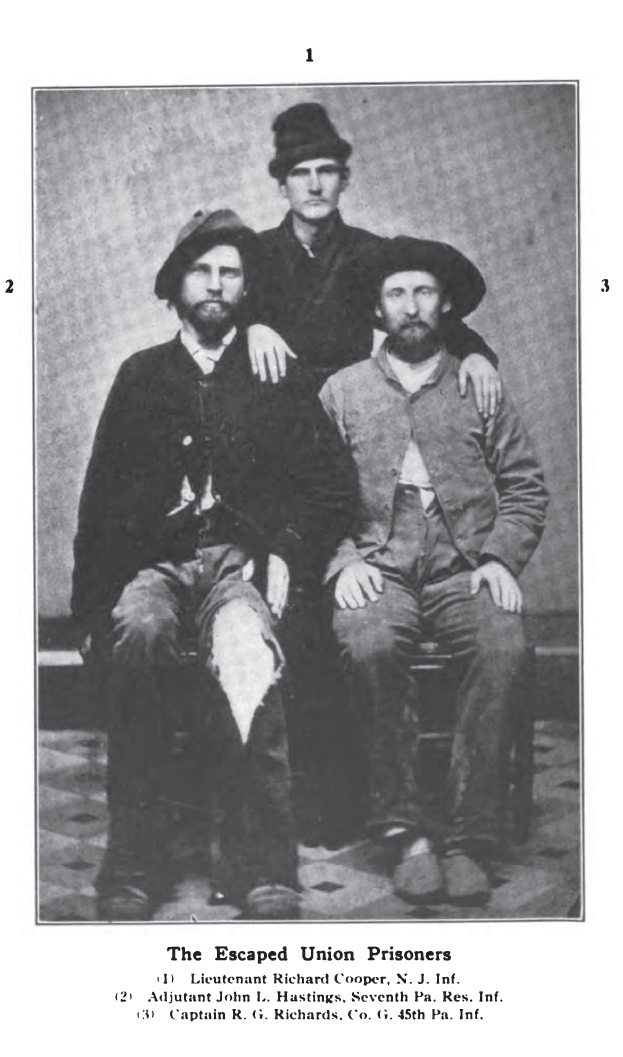
17 de març de, 1865 foto de tres soldat s de la Unió que va escapar d'un camp de presoners confederat, el tinent Richard Cooper d'infanteria de Nova Jerseya, ddjudant John J. Hastings 7è regiment de Reserva de Pennsylvania, i el capità Rees G. Richards

Els Reservistes de Pensilvànnia foren una divisió militar a l'Exèrcit de la Unió durant la Guerra Civil dels Estats Units. Notori pels seus famosos comandaments i altes baixes en combat, serví al Front oriental de la Guerra Civil dels Estats Units, i lluità en moltes i importants batalles, incloent-hi Antietam i Gettysburg.